# Багратион, Александр Иессеевич
Александр Иессеевич Багратион (груз. ალექსანდრე), также известный как Исаак-Бег (груз. ისაკ-ბეგი; 1705/1708 — сентябрь 1773) — грузинский царевич (батонишвили).

## Биография
Незаконнорожденный сын царя Иессе Леоновича (1680—1727), правившего в Картли в 1714—1716, 1724—1727 годах. Его матерью была младшая жена или наложница в гареме Иессе.
Царевич родился в Сефевидском Иране и, будучи мусульманином, получил имя Исаак-бег. В 1743—1744 годах он как вассал Надир-шаха занимал пост иранского губернатора царства Картли. В 1744 году был снят с должности своим двоюродным братом Теймуразом II, царём Кахети (1732—1736, 1737—1744), который в 1744 году был назначен Надир-шахом царём Картли. Исаак-бег вступил в оппозиционную фракцию под руководством своего брата Абдуллах-Бега, но вскоре вынужден был подчиниться власти Теймураза II. В 1750 году Исаак-бег принял христианство под именем Александр и получил поместье в Квемо-Картли.
Позднее отношения между царем Теймуразом II и Александром ухудшились. В декабре 1758 года царевич бежал из Грузии в русские владения на Северном Кавказе. В апреле 1759 года после ходатайства императрице Елизавете Петровне царевич Александр был принят в российское подданство. Он поступил на российскую военную службу и вначале был зачислен в гарнизон в Астрахани, а в 1761 году в чине подполковника был переведён в Кизляр в грузинский конный эскадрон.
Его потомки процветали в Российской империи. Среди них наиболее известен князь Пётр Иванович Багратион (1765—1812) — генерал от инфантерии, герой Отечественной войны 1812 года.

## Семья
У царевича Александра Багратиона было пять сыновей и три дочери:
- Иванэ Багратиони (Иван Александрович Багратион) (1730—1795), секунд-майор русской армии, отец Петра Багратиона
- Соломон Багратиони
- Кирилл Багратиони (Кирилл Александрович Багратион) (1750—1828), генерал-майор русской армии и сенатор
- Тамас Багратиони (1743—1759)
- Порфирий Багратиони, архимандрит монастыря Воздвижения креста в Кизляре.